# 934
Раннє Середньовіччя  •  Епоха вікінгів  •  Золота доба ісламу  •  Реконкіста

## Геополітична ситуація
У Візантії  правили Роман I Лакапін та, формально, Костянтин VII Багрянородний. Італійським королем був Гуго Арльський,
Західним Франкським королівством правив Рауль I, Східним Франкським королівством — Генріх I Птахолов.
Північ Італії належить Італійському королівству, середню частину займає Папська область, герцогства на південь від Римської області незалежні, деякі області на півночі та на півдні належать Візантії, інші окупували сарацини. Південь Піренейського півострова займає Кордовський халіфат, в якому править Абд Ар-Рахман III. Північну частину півострова займають королівство Астурія і королівство Галісія та королівство Леон  під правлінням Раміро II. 
Королівство Англія очолює Етельстан.
Існують слов'янські держави: Перше Болгарське царство, де править цар Петро I, Богемія, Моравія, Хорватія, королем якої є Терпимир II, Київська Русь, де править Ігор. Паннонію окупували мадяри, у яких ще не було єдиного правителя.
Аббасидський халіфат очолив ар-Раді, в Іфрикії владу утримують Фатіміди, в Середній Азії — Саманіди. У Китаї триває період п'яти династій і десяти держав. Значними державами Індії є Пала, держава Раштракуртів, Пратіхара,  Чола. В Японії триває період Хей'ан. На північ від Каспійського та Азовського морів існує Хозарський каганат.

## Події
- В Аббасидському халіфаті стався державний переворот. Гвардія повалила халіфа аль-Муктадіра  й посадила на правління Ар-Раді.
- Буїди захопили Шираз і стали правити в Фарсі.
- Візантія здійснила успішний наступ на Халіфат у Великій Вірменії.
- У Франції проводжувалася війна короля Рауля I проти Герберта де Вермадуа, якого підтримував король Східного Франкського королівства Генріх I Птахолов.
- Гокон I став королем Норвегії при підтримці вессекського короля Етельстана.
- Король Англійського королівства Етельстан здійснив похід суходолом і морем на Шотландію.
- Арнульф Баварський спробував відбити Італійське королівство у Гуго Арльського, захопив Верону, але змушений був відступити.
- Печеніги та мадяри здійснили рейд у Фракію.
- Утворилося ванство Пізня Шу.